# Бакман, Виктор
Бенгт Мартин Виктор Бакман (швед. Bengt Martin Victor Backman; род. 16 марта 2001) — шведский футболист, полузащитник клуба «Кальмар».

## Клубная карьера
Является воспитанником клуба «Чёпинг». 3 сентября 2016 года в пятнадцатилетнем возрасте дебютировал за команду одного из подразделений клуба в матче третьего шведского дивизиона против «Сеффле». Первую половину следующего сезона Бакман провёл, выступая за основную команду клуба. Весной 2017 года проходил просмотр в нидерландском АЗ.
В мае 2017 года присоединился к «Кальмару», где начал выступать за юношеские команды. В июле впервые попал в заявку основной команды на матч чемпионата Швеции с «Эльсфборгом», но на поле не вышел. В конце сентября подписал с клубом многолетнее соглашение.
22 февраля 2021 года впервые появился на поле в футболке «Кальмара» в официальном матче. В матче группового этапа кубка Швеции с «Браге» Бакман появился на поле на 21-й минуте вместо получившего травму Нильса Фрёлинга, а в середине второго тайма уступил место на поле Юнатану Рингу. 18 апреля дебютировал в чемпионате Швеции в гостевой встрече с «Дегерфорсом», выйдя на 76-й минуте вместо Исака Магнуссона.

## Карьера в сборной
Выступал за юношеские сборные Швеции различных возрастов. В мае 2018 года в составе сборной до 17 лет принимал участие в юношеском чемпионате европы, где сборная дошла до четвертьфинала, но на турнире не сыграл ни одного матча. За сборную до 19 лет дебютировал 6 сентября 2019 года в матче товарищеского турнира четырёх наций с норвежцами.

## Клубная статистика
| Выступление      | Выступление      | Выступление      | Лига | Лига | Кубки | Кубки | Конт. кубки | Конт. кубки | Другое | Другое | Итого | Итого |
| Клуб             | Лига             | Сезон            | Игры | Голы | Игры  | Голы  | Игры        | Голы        | Игры   | Голы   | Игры  | Голы  |
| ---------------- | ---------------- | ---------------- | ---- | ---- | ----- | ----- | ----------- | ----------- | ------ | ------ | ----- | ----- |
| МД Чёпинг        | Дивизион 3 с     | 2016             | 2    | 0    | 0     | 0     | 0           | 0           | 0      | 0      | 2     | 0     |
| МД Чёпинг        | Итого            | Итого            | 2    | 0    | 0     | 0     | 0           | 0           | 0      | 0      | 2     | 0     |
| Чёпинг           | Дивизион 3       | 2017             | 11   | 3    | 0     | 0     | 0           | 0           | 0      | 0      | 11    | 3     |
| Чёпинг           | Итого            | Итого            | 11   | 3    | 0     | 0     | 0           | 0           | 0      | 0      | 11    | 3     |
| Кальмар          | Аллсвенскан      | 2021             | 2    | 0    | 1     | 0     | 0           | 0           | 0      | 0      | 3     | 0     |
| Кальмар          | Итого            | Итого            | 2    | 0    | 1     | 0     | 0           | 0           | 0      | 0      | 3     | 0     |
| Всего за карьеру | Всего за карьеру | Всего за карьеру | 15   | 3    | 1     | 0     | 0           | 0           | 0      | 0      | 16    | 3     |